# José Epifânio Carvalho de Almeida
José Epifânio Carvalho de Almeida (7 de Janeiro de 1883, Fanhões, Loures — 18 de Agosto de 1944, Luanda, Angola) foi um engenheiro agrónomo que se destacou como pioneiro em diversos campos da alimentação animal e que exerceu diversos cargos políticos, entre os quais o de deputado ao Congresso da República.

## Biografia
Foi condecorado com o grau de cavaleiro da Ordem Militar de Santiago da Espada.